# Louis-Paul Codet
Pour les articles homonymes, voir Codet (homonymie).
Louis-Paul Codet, né le 20 février 1824 à Saint-Junien (Haute-Vienne) et mort le 7 mai 1880 à Saint-Junien, est un homme politique français.

## Biographie
Industriel, il est juge de paix sous le Second Empire, maire de Saint-Junien, et conseiller général. Candidat à la députation en 1871, il est battu. Par contre, il est élu comme candidat républicain en 1876. Il fait partie des 363 qui votent contre MacMahon. Il est réélu en 1877 et meurt en cours de mandat. Il est le père de Jean Codet et le grand-père de Louis Codet, tous les deux députés de la Haute-Vienne.
Peu après sa mort, une rue de Saint-Junien est baptisée en son honneur rue Louis Codet. 